# Clive (Nowa Zelandia)
Clive – miasto w Nowej Zelandii, na Wyspie Północnej, w regionie Hawke’s Bay.